# Saulius Štombergas
Saulius Štombergas (* 14. Dezember 1973 in Klaipėda) ist ein litauischer Basketballtrainer und ehemaliger -spieler. Während er im Verein meist als Small Forward auflief, nahm er in der Nationalmannschaft aufgrund der Konkurrenz auf dieser Position durch Artūras Karnišovas eher die Rolle eines Power Forwards ein. Später war er Cheftrainer von Žalgiris Kaunas.

## Karriere

### Verein
In seiner ersten Saison im Kader von Žalgiris Kaunas gewann Štombergas 1993 das Double aus Meisterschaft und Pokal. Nach drei Jahren bei Atletas Kaunas wechselte er nach China zu Vostok Shanghai in die CBA, wo er einer der ersten internationalen Stars der Liga war. Zurück bei Žalgiris Kaunas, gewann er innerhalb der folgenden beiden Saisons zwei weitere litauische Meisterschaften, den Europapokal der Pokalsieger 1998 sowie überraschend den Europapokal der Landesmeister 1999. Es folgte je eine Saison in Italien bei Kinder Bologna (Finalist im Europapokal der Pokalsieger 2000), in Spanien bei Saski Baskonia (Finalist der Euroleague 2001) und in der Türkei bei Efes Pilsen Istanbul (Double aus Meisterschaft und Pokal 2002). Nach einer weiteren litauischen Meisterschaft mit Žalgiris Kaunas wechselte Štombergas 2003 zu UNICS Kasan, wo er den Gewinn des FIBA EuroCups feiern konnte. Bei diesem Verein spielte er auch 2005 bis 2007, nachdem er in der Saison 2004/05 für Fenerbahçe Ülker aktiv gewesen war. 2007 gab er sein Karriereende bekannt, welches er aber nur kurze Zeit später zugunsten eines Engagements für den litauischen Zweitligaverein Palangos Naglis-Adakris verschob. Von 2009 bis 2010 war Štombergas wieder bei UNICS Kasan aktiv. Als das beste Spiel seiner Laufbahn als Berufsbasketballspieler gilt das Euroleague-Halbfinale gegen AEK Athen Anfang April 2001, als er neun Dreipunktewürfe abgab und alle traf, insgesamt kam Štombergas auf 39 Punkte.
Als Cheftrainer betreute er in der Saison 2013/14 Žalgiris Kaunas, im April 2014 kam es zur Trennung. Teils zeitgleich war er von 2013 bis 2016 Trainer der litauischen U18-Nationalmannschaft, die 2015 unter seiner Leitung Europameister wurde.

### Nationalmannschaft
Štombergas gehörte über Jahre hinweg zu den wichtigsten Stützen der litauischen Nationalmannschaft. Sein größter Erfolg mit ihr war der Gewinn der Europameisterschaft 2003, bei der er Kapitän der Mannschaft war und zudem ins All-Tournament-Team gewählt wurde. Weitere Medaillengewinne konnte er bei der Europameisterschaft 1995 (Silber) sowie den Olympischen Spielen 1996 und 2000 (jeweils Bronze) feiern. Nach den Olympischen Spielen 2004, bei denen er Fahnenträger der litauischen Mannschaft war und ein weiteres Mal das Halbfinale erreichte, beendete Štombergas seine Karriere in der Nationalmannschaft. In 97 Länderspielen erzielte er insgesamt 1036 Punkte für Litauen.